# Góral 1956 Żywiec
Góral – polski wielosekcyjny klub sportowy, założony w 1928 jako RKS Zabłocie. Od 2001 roku po fuzji z rozwiązanym Z.K.S Góralem Żywiec jako T.S. Czarni-Góral Żywiec. 23 czerwca 2015 roku na Walnym Zebraniu Członków Klubu zmieniono nazwę na Klub Sportowy Góral 1956 Żywiec, odcinając się niejako od historii Czarnych Żywiec.

## Historia Góral Żywiec

### Góral Żywiec
Z inicjatywy działaczy przy zakładach piwowarskich w Żywcu m.in. Wł. Kumorka, Wł. Hory, W. Wisińskiego, L. Hylińskiego z dniem 1 września 1956 r. powstał na terenie Żywca nowy klub sportowy, przyjęto nazwę Ludowy Klub Sportowy „Góral”. Pierwszą sekcją była sekcja boksu.
We wrześniu 1958 została założona sekcja podnoszenia ciężarów oraz kolarska. Sekcja podnoszenia ciężarów działa bez przerwy do chwili obecnej. Sekcja boksu z braku pieniędzy oraz lokalu pod koniec lat 60. została zawieszona, swoją działalność wznowiła w 1982 r. w chwili wybudowania hali sportowej. W połowie lat 70. klub został przejęty przez zakłady Piwowarskie w Żywcu. Prezesem klubu został T. Niepielski. Klub przyjął nazwę Zakładowy Klub Sportowy „Góral”. W tym też czasie powstała sekcja piłki nożnej, brydża oraz turystyczno-żeglarska, która po paru sezonach uległa samorozwiązaniu podobnie jak sekcja brydżowa.
W 1984 powstała męska sekcja piłki siatkowej, grająca z powodzeniem w II lidze. W 1992 została rozwiązana. W 1988 została rozwiązana sekcja kolarska, głównie z powodu braku sprzętu, trudności z zakupem oraz brak pieniędzy.

### Czarni Żywiec
Z inicjatywy licznej grupy mieszkańców Zabłocia w 1928 powołano RKS "Zabłocie". Współzałożycielem jego byli m.in. Władysław Kubica, Leopold Scgröter, Antoni Gowin, Józef Czarniecki oraz Leopold Mrowiec, który został pierwszym Prezesem Zarządu RKS "Zabłocie". Do roku 1939 RKS "Zabłocie" było jednosekcyjnym klubem – sekcja piłki nożnej. W dniu 25 maja 1945 z inicjatywy Adama Kubalicy reaktywowano ponownie RKS "Zabłocie", a prezesem został Franciszek Walik, którego, po tragicznej śmierci w czerwcu 1945 r., obowiązki prezesa przejął Edward Herzberg. 14 lutego 1946 wybrano nowy zarząd, którego prezesem został Franciszek Pecha. W roku 1946 powołano sekcję tenisa ziemnego oraz sekcję lekkoatletyczną. W 1947 powołano sekcję narciarską, sekcję piłki siatkowej męskiej i żeńskiej oraz przystąpiono do budowy boiska piłkarskiego.
W 1948 patronat nad RKS "Zabłocie" przejęła Żywiecka Fabryka Papieru „Solali” w Żywcu i zmieniono nazwę klubu na ZKS "Czarni". Prezesem Zarządu Klubu został wybrany Stanisława Biel. W 1950 oddano do użytku boisko piłkarskie i zmieniono nazwę klubu na ZKS "Unia-Czarni" w Żywcu.
W 1952 powołano sekcję bokserską. Rok później powołano sekcję szachową, w 1954 sekcję tenisa stołowego, a w 1956 sekcje kolarską, żeglarska i bridża sportowego. Do roku 1985 prezesem klubu był Edward Herzberg, a w kolejnych latach Ireneusz Gronet, Stanisław Lach, Kazimierz Chachlowski, Marian Bednarz.
W 1998 prezesem Klubu został Jan Szupina. W grudniu 1998 r. zmieniono nazwę klubu na KS. "Czarni" Żywiec.
Dnia 10 lipca 2001 przejęto sekcje z K.S. „Góral” Żywiec, który uległ likwidacji, a nazwę klubu zmieniono na T.S. "Czarni-Góral" Żywiec, którego prezesem był w dalszym ciągu Jan Szupina.
13 czerwca 2003 podczas walnego zebrania klubu Czarni-Góral Żywiec ukonstytuował się nowy Zarząd w skład którego wchodzą:
- Prezes – Edward Adamczyk
- Wiceprezes ds. sportu – Czyż Maria
- Wiceprezes ds. organizacyjnych – Krzysztof Jasek
- Sekretarz – Jacek Kulec
- Członkowie Zarządu – Henryk Mocek, Jerzy Kliś
- Przewodniczący Komisji Rewizyjnej – Henryk Pastor

## Sekcja bokserska
Powstała jako pierwsza w klubie. Z jej wychowanków sukces na szczeblu krajowym odniósł Stanisław Szczygieł, zdobywając brązowy medal na Mistrzostwach Polski w boksie. Inni zawodnicy z sukcesami to mistrz Polski juniorów Mariusz Bąk, czy olimpijczyk z Atlanty Waldemar Małyszka. W latach 1971–1981 działalność sekcji była zawieszona z powodu problemów finansowych.
Wychowankiem Górala jest również Tomasz Adamek – były mistrz świata zawodowców federacji bokserskiej World Boxing Council (WBC) w kategorii półciężkiej, mistrz świata federacji IBO w kategorii junior ciężkiej, mistrz interkontynentalny IBC, IBF i WBO, medalista mistrzostw Europy amatorów, międzynarodowy mistrz Polski.

## Podnoszenie ciężarów
Sekcja podnoszenia ciężarów rozpoczęła działalność w 1958. Wychowankiem z sukcesami na szczeblu krajowym w okresie przed zawieszeniem działalności był Michał Koźbiał – mistrz Polski juniorów i mistrz zrzeszenia LZS. Podobnie jak sekcja bokserska, również i ta sekcja była zawieszona. Reaktywowano ją w 1984. W 1992 męska drużyna ciężarowców awansowała do I ligi.
Sukcesy indywidualne:
- Robert Borak – mistrzostwo Europy juniorów
- Bogdan Pierlak – srebrny medal Mistrzostw Europy w 1993

Wychowanką klubu jest wielokrotna mistrzyni Polski i olimpijka, Agata Wróbel.

## Kolarstwo
Sekcję kolarską założono w 1958. Największym jej sukcesem było zdobycie w 1960 tytułu Szosowej Mistrzyni Polski Kobiet przez Irenę Waligórę. Sekcję rozwiązano w 1989. Reprezentantem klubu był Artur Caputa, mistrz Polski z 1988 roku.

## Piłka nożna
Sekcję piłki nożnej utworzono w 1975. Zaczynając od C-klasy, zespół stopniowo wywalczał kolejne awanse. W sezonie 1984/1985 awansował do III ligi, jednakże zespół nie zdołał się w niej utrzymać. Na początku lat 90. XX wieku Góral ponownie zdołał awansować do III ligi. Piłkarzem tamtej drużyny był były reprezentant Polski, Tomasz Hajto. Dalsze lata przynoszą spadek do IV, a później V ligi. Po rundzie jesiennej sezonu 2021/2022 klub wycofał się z rozgrywek IV ligi. Obecnie (sezon 2023/2024) występuje w klasie A, gr. Żywiec.

### Informacje ogólne
- Pełna nazwa: Klub Sportowy Góral 1956 Żywiec
- Adres: Tetmajera 50, 34-300 Żywiec
- Rok założenia: 1928 (fuzja z Góralem-Żywiec w 2001 roku)
- Barwy: Żółto-biało-zielone
- Prezes: Edward Adamczyk, Krzysztof Jasek
- Trener: Od kwietnia 2015 Ryszard Klusek
- II trener: Od lipca 2011 Marek Gołuch
- Masażysta: Wojciech Ciurla
- Liga: klasa A, gr. Żywiec (sezon 2023/2024)[3]

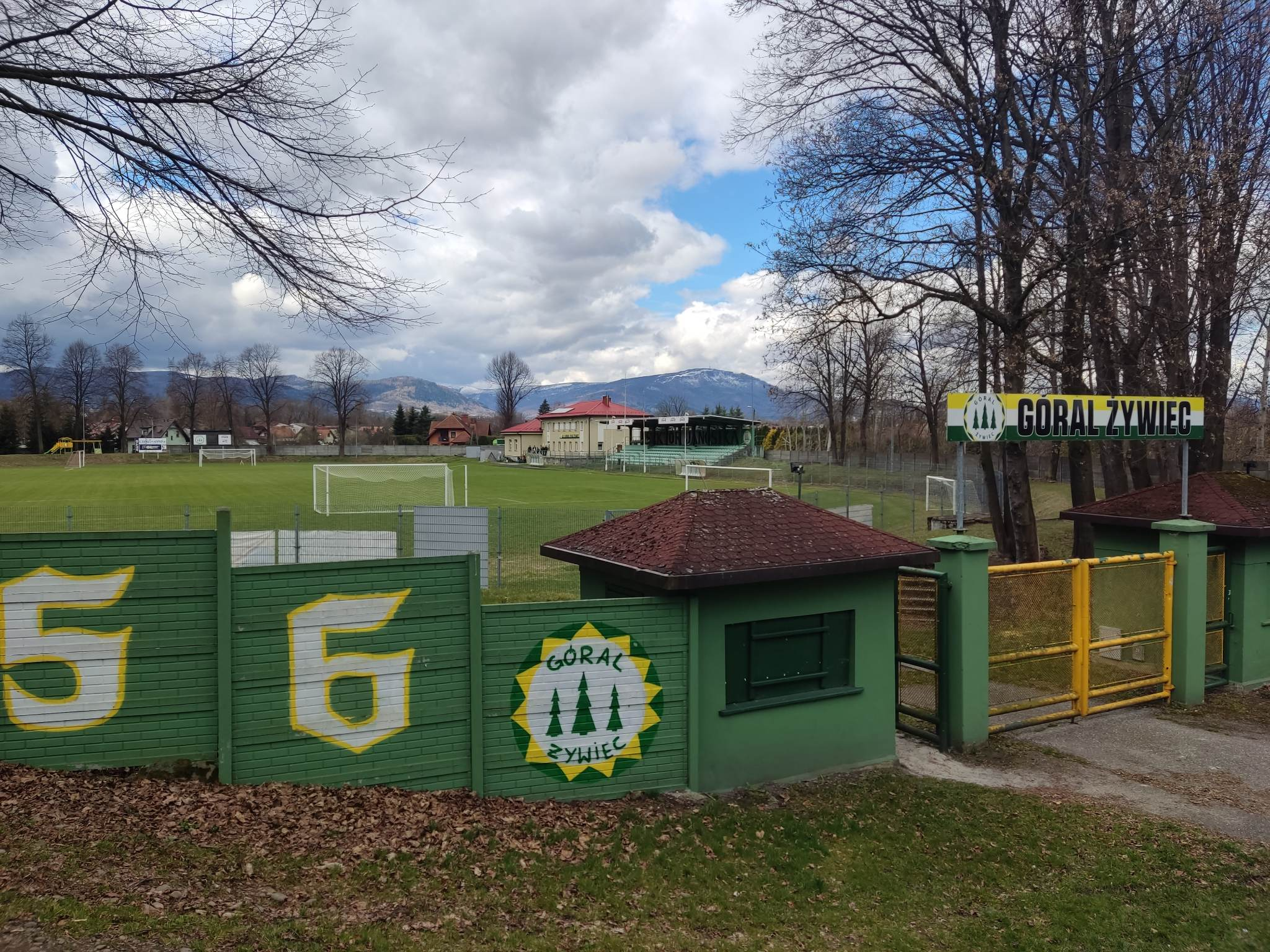
Stadion Górala

### Stadion
- Pojemność: pojemność – 1500 miejsc 2 trybuny kryte z miejscami siedzącymi (250 i 150) / oświetlenie – brak /
- Wymiary boiska: 102,737 m x 69,206 m
- Murawa: drenowana, kopertowa, sztucznie nawadniana przez system komputerowy